# 下加茂駅
下加茂駅（しもかもえき）は、かつて兵庫県洲本市下加茂に存在した、淡路交通鉄道線の駅（廃駅）である。

## 歴史
淡路鉄道としての全通後、1935年に新設開業した駅である。付近を走る県道が志筑（現在の淡路市中心部）・都志（後の五色町中心部）各方面へ通じており、これら地域へのアクセスを強化する目的で設置された。
- 1935年（昭和10年）10月1日：開業[1]。
- 1936年（昭和11年）9月30日：駅舎・ホームを改築[1]。
- 1939年（昭和14年）3月31日：井戸を新設[1]。
- 1943年（昭和18年）7月：社名改称に伴い淡路交通鉄道線の駅となる。
- 1966年（昭和41年）10月1日：鉄道線の廃線に伴い廃止[2]。

## 駅構造
単式ホーム1面1線の地上駅であり、洲本方から見て左側にホームと駅舎が設置されていた。
最晩年は乗車券類の販売が近隣の商店に受託されていた。

## 駅周辺
- 兵庫県道76号洲本灘賀集線
- 兵庫県道474号下内膳物部線
- 洲本下加茂郵便局
- 兵庫県立淡路病院 - 2013年（平成15年）に移転・改称し兵庫県立淡路医療センターとなっている。
- 洲本市立なのはなこども園
- コーナンPRO洲本店
- 蒼開中学校・高等学校
- 洲本市立人権文化センター

## 駅跡
2003年10月時点でホーム跡が残存していたが、その後の市道の改良工事に伴い撤去された。淡路交通鉄道線のホーム遺構としては最も遅くまで残っていた。

## 隣の駅
淡路交通
鉄道線
宇山駅 - 下加茂駅 - 先山駅